# Thalamoporella californica
Thalamoporella californica är en mossdjursart som först beskrevs av Levinsen 1909.  Thalamoporella californica ingår i släktet Thalamoporella och familjen Thalamoporellidae. Inga underarter finns listade i Catalogue of Life.